# Kościół św. Jadwigi Śląskiej w Poznaniu

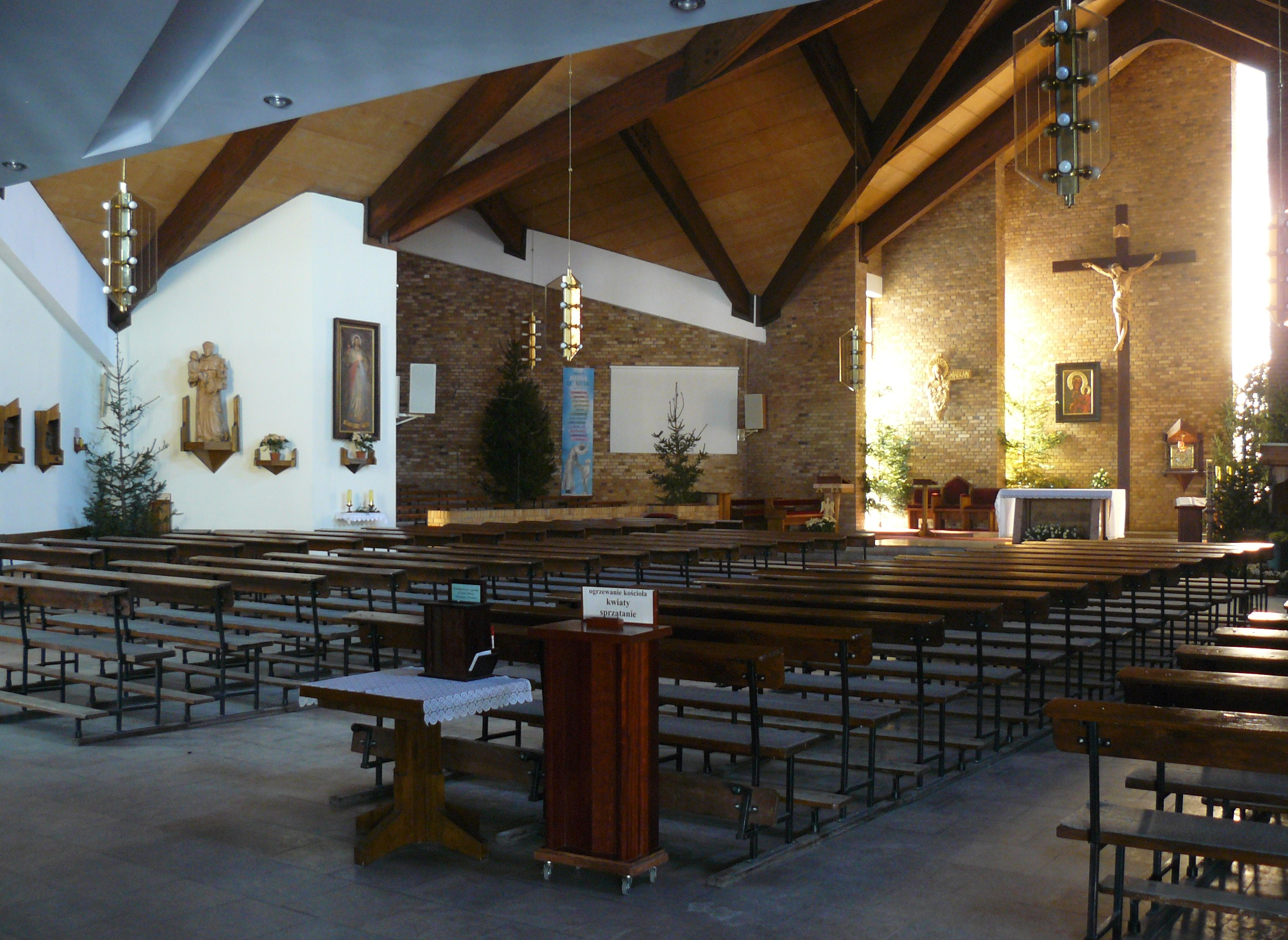
Wnętrze i ołtarz

Kościół św. Jadwigi Śląskiej w Poznaniu – parafialny kościół rzymskokatolicki, zlokalizowany w Poznaniu, na Osiedlu Kwiatowym, przy ul. Cyniowej 15. Od 2017 r. wielkopostny kościół stacyjny.

## Historia
W 1974 zakupiono działkę na osiedlu, celem budowy świątyni i organizacji parafii. 2 marca 1977 ks. abp Antoni Baraniak, podczas wizytacji, zezwolił na podstawową działalność duszpasterską. 27 maja 1978 bp. Marian Przykucki poświęcił pierwszą kaplicę z relikwiami św. Jadwigi Śląskiej. 1 stycznia 1979, dekretem bpa Jerzego Stroby wyłączono parafię z parafii św. Andrzeja Boboli na Junikowie. 6 kwietnia 1980 otrzymano pozwolenie na budowę kościoła. 14 czerwca 1983 odprawiono pierwszą Mszę w murach świątyni. Papież Jan Paweł II, podczas swojej pielgrzymki w Poznaniu, na Łęgach Dębińskich, poświęcił kamień węgielny wmurowany obecnie w ścianę kościoła przy wejściu głównym (umieszczony tam 8 października 1983 przez abpa Jerzego Strobę). Uroczyste, liturgiczne poświęcenie kościoła nastąpiło pod przewodnictwem ks. bpa Zdzisława Fortuniaka w dniu 24 września 2000. 23 sierpnia 2001 zmarł ks. kanonik Kazimierz Sewol - pierwszy proboszcz parafii, zasłużony dla jej powstawania. Od 2010 roku w kościele pw. św. Jadwigi Śląskiej odbywa się część koncertów Ogólnopolskiego Festiwalu Muzyki Organowej i Kameralnej - Komorniki.

## Architektura
Kościół modernistyczny z cegły. Ważniejsze elementy wyposażenia i tablice pamiątkowe:
- organy piszczałkowe ufundowane przez ks. dra Czesława Sajdaka - budowniczy: Jan Drozdowicz (1990),
- droga krzyżowa ufundowana i wykonana przez parafianina - Wojciecha Kwapiszewskiego (1989),
- krucyfiks w ołtarzu głównym.
- tablica pamiątkowa ks. prob. Stefana Dropa, który przewodniczył parafii w okresie 1 lipca 2006 - 22 października 2009 (zmarł na nowotwór),
- tablica o następującej treści: Wszystkim zmarłym, którzy budując ten kościół ofiarowali swoje serce, trud pracy, modlitwy i cierpienie - dziękujemy i pamiętamy w naszych modlitwach, wdzięczni Parafianie,
- tablica w przy Krzyżu Misyjnym, poświęcona ks. Kazimierzowi Sewolowi.

## Misje święte
Daty misji świętych:
- 9-16 października 1983 - oblaci,
- 9-16 października 1994 - oblaci,
- 10-18 października 1998 - oblaci,
- 17-24 maja 2009 - franciszkanie,
- 17-24 lutego 2019 - filipini